# Alejandro Gallo Artacho
Alejandro Gallo Artacho (Madrid, 1887-Madrid, 21 de junio de 1966) fue un político español.  

## Biografía
El 3 de octubre de 1936 fue nombrado por Francisco Franco presidente de la Comisión de Trabajo de la Junta Técnica del Estado. Cesa el 30 de enero de 1938.